# Maria Sanchez (Amerikaans tennisster)
Maria Sanchez (Modesto, 26 november 1989) is een tennisspeelster uit de Verenigde Staten van Amerika. Zij begon op tienjarige leeftijd met tennis. Haar favoriete ondergrond is gravel. In het dubbelspel is zij succesvoller dan in het enkelspel.

## Loopbaan
In 2009 won zij haar eerste ITF-vrouwendubbelspeltitel op het toernooi van Evansville (Indiana) samen met Yasmin Schnack. In 2012 won zij in het enkelspel haar eerste ITF-titel in Sacramento (Californië). Zij kwam voor het eerst uit in een grandslamtoernooi tijdens het vrouwendubbelspel van de US Open in 2012.
In 2014 won zij haar eerste WTA-dubbelspeltitel op het WTA-toernooi van Auckland, geflankeerd door de Canadese Sharon Fichman. Daarmee kwam zij binnen op de top 100 van de WTA-ranglijst in het dubbelspel. Haar hoogste notering is de 51e plaats, die zij bereikte in april 2019. In het enkelspel kwam zij tot de 107e plaats (juli 2013).
Haar beste resultaat op de grandslamtoernooien bereikte zij op Wimbledon 2016, waar zij aan de zijde van de Britse Johanna Konta tot de derde ronde kwam.

## Posities op deWTA-ranglijst
Positie per einde seizoen:
| jaar | rang enkelspel | rang dubbelspel |
| ---- | -------------- | --------------- |
| 2009 | –              | 828             |
| 2010 | –              | 521             |
| 2011 | 687            | 339             |
| 2012 | 139            | 108             |
| 2013 | 152            | 147             |
| 2014 | 226            | 79              |
| 2015 | 194            | 85              |
| 2016 | 345            | 59              |
| 2017 | 285            | 167             |
| 2018 | 342            | 89              |
| 2019 | 387            | 90              |
| 2020 | 403            | 98              |

## Palmares
| Legenda                 |
| ----------------------- |
| Grandslamtoernooi       |
| Olympische Spelen       |
| Year-End Championships  |
| Premier Mandatory       |
| Premier Five / WTA 1000 |
| Premier / WTA 500       |
| International / WTA 250 |
| Challenger / WTA 125    |

### WTA-finaleplaatsen enkelspel
geen

### WTA-finaleplaatsen vrouwendubbelspel
| nr.              | finale     | toernooi        | ondergrond | partner        | tegenstandsters                                | score            |         |
| ---------------- | ---------- | --------------- | ---------- | -------------- | ---------------------------------------------- | ---------------- | ------- |
| gewonnen finales |            |                 |            |                |                                                |                  |         |
| 1.               | 2014-01-04 | WTA Auckland    | hardcourt  | Sharon Fichman | Lucie Hradecká Michaëlla Krajicek              | 2-6, 6-0, [10-4] | details |
| 2.               | 2018-09-16 | WTA Québec      | tapijt (i) | Asia Muhammad  | Darija Jurak Xenia Knoll                       | 6-4, 6-3         | details |
| 3.               | 2019-03-16 | WTA Guadalajara | hardcourt  | Fanny Stollár  | Cornelia Lister Renata Voráčová                | 7-5, 6-1         | details |
| 4.               | 2019-04-07 | WTA Monterrey   | hardcourt  | Asia Muhammad  | Monique Adamczak Jessica Moore                 | 7-6, 6-4         | details |
| verloren finales |            |                 |            |                |                                                |                  |         |
| 1.               | 2016-03-06 | WTA Monterrey   | hardcourt  | Petra Martić   | Anabel Medina Garrigues Arantxa Parra Santonja | 6-4, 5-7, [7-10] | details |
| 2.               | 2018-09-08 | WTA Chicago     | hardcourt  | Asia Muhammad  | Mona Barthel Kristýna Plíšková                 | 3-6, 2-6         | details |
| 3.               | 2019-08-03 | WTA Washington  | hardcourt  | Fanny Stollár  | Cori Gauff Caty McNally                        | 2-6, 2-6         | details |

## Resultaten grandslamtoernooien
| Legenda | Legenda                          |
| ------- | -------------------------------- |
| g.t.    | geen toernooi gehouden           |
| l.c.    | lagere categorie                 |
| –       | niet deelgenomen                 |
| G       | uitgeschakeld in de groepsfase   |
| 1R      | uitgeschakeld in de eerste ronde |
| 2R      | uitgeschakeld in de tweede ronde |
| 3R      | uitgeschakeld in de derde ronde  |
| 4R      | uitgeschakeld in de vierde ronde |
| KF      | uitgeschakeld in de kwartfinale  |
| HF      | uitgeschakeld in de halve finale |
| F       | de finale verloren               |
| W       | het toernooi gewonnen            |
| w-v     | winst/verlies-balans             |

### Enkelspel
| toernooi        | 2013 |
| --------------- | ---- |
| Australian Open | –    |
| Roland Garros   | –    |
| Wimbledon       | –    |
| US Open         | 1R   |

### Vrouwendubbelspel
| toernooi        | 2012 | 2013 | 2014 | 2015 | 2016 | 2017 |    | 2019 | 2020 |
| --------------- | ---- | ---- | ---- | ---- | ---- | ---- | -- | ---- | ---- |
| Australian Open | –    | –    | –    | –    | 2R   | 2R   | –  | –    |      |
| Roland Garros   | –    | –    | –    | –    | 1R   | 1R   | 1R | 1R   |      |
| Wimbledon       | –    | –    | –    | 2R   | 3R   | 1R   | 1R | g.t. |      |
| US Open         | 2R   | 1R   | 1R   | 2R   | 2R   | –    | 1R | –    |      |